# Академическая гребля на летних Олимпийских играх 2008 — двойки (женщины)
Соревнования двоек в академической гребле среди женщин на летних Олимпийских играх 2008 прошли с 9 до 16 августа. Приняли участие 20 спортсменок из 10 стран.

## Призёры
| Золото                                       | Серебро                | Бронза                              |
| Румыния Джорджета Андрунаке · Вьорика Сусану | Китай У Ю · Гао Юйлань | Беларусь Юлия Бичик · Наталья Гелах |

## Рекорды
| Мировое лучшее время | Румыния Джорджета Андрунаке, Вьорика Сусану | 6:53,80 | Севилья, Испания | 2002 год |

## Соревнование

### Отборочные гонки
Занявшие 1 места проходят в финал A, остальные в дополнительные гонки.
| Место | Спортсмены                                 | Результат            |
| ----- | ------------------------------------------ | -------------------- |
| 1     | Беларусь Юлия Бичик, Наталья Гелах         | 7:24,47              |
| 2     | Новая Зеландия Джульетт Хэйг, Никола Коулз | 7:31,45              |
| 3     | Китай У Ю, Гао Юйлань                      | 7:32,50              |
| 4     | Австралия Ким Кроу, Сара Кук               | 7:44,04              |
| 5     | Канада Зоу Хоскинс, Сабрина Колкер         | Лодка с низким весом |

| Место | Спортсмены                                  | Результат |
| ----- | ------------------------------------------- | --------- |
| 1     | Румыния Джорджета Андруначе, Вьорика Сусану | 7:22,69   |
| 2     | Германия Ленка Вех, Марен Дерлин            | 7:28,66   |
| 3     | Великобритания Луиса Рив, Оливия Уитлам     | 7:29,88   |
| 4     | США Портия Мак-Ги, Энн Камминс              | 7:29,95   |
| 5     | Франция Инен Паскаль-Претр, Стефани Дешан   | 7:42,92   |

### Дополнительные гонки
Занявшие 1-2 места проходят в финал A, остальные в финал B.
| Место | Спортсмены                                 | Результат |
| ----- | ------------------------------------------ | --------- |
| 1     | Новая Зеландия Джульетт Хэйг, Никола Коулз | 7:32,64   |
| 2     | Великобритания Луиса Рив, Оливия Уитлам    | 7:34,54   |
| 3     | Австралия Ким Кроу, Сара Кук               | 7:38,48   |
| 4     | Франция Инен Паскаль-Претр, Стефани Дешан  | 7:41,87   |

| Место | Спортсмены                         | Результат |
| ----- | ---------------------------------- | --------- |
| 1     | Китай У Ю, Гао Юйлань              | 7:23,71   |
| 2     | Германия Ленка Вех, Марен Дерлин   | 7:27,02   |
| 3     | США Портия Мак-Ги, Энн Камминс     | 7:32,26   |
| 4     | Канада Зоу Хоскинс, Сабрина Колкер | 7:40,22   |

### Финалы

#### Финал B
| Место | Спортсмены                                | Результат |
| ----- | ----------------------------------------- | --------- |
| 1     | США Портия Мак-Ги, Энн Камминс            | 7:33,17   |
| 2     | Франция Инен Паскаль-Претр, Стефани Дешан | 7:36,25   |
| 3     | Канада Зоу Хоскинс, Сабрина Колкер        | 7:37,27   |
| 4     | Австралия Ким Кроу, Сара Кук              | 7:40,93   |

#### Финал A
| Место | Спортсмены                                  | Результат |
| ----- | ------------------------------------------- | --------- |
| 1     | Румыния Джорджета Андруначе, Вьорика Сусану | 7:20,60   |
| 2     | Китай У Ю, Гао Юйлань                       | 7:22,28   |
| 3     | Беларусь Юлия Бичик, Наталья Гелах          | 7:22,91   |
| 4     | Германия Ленка Вех, Марен Дерлин            | 7:25,73   |
| 5     | Новая Зеландия Джульетт Хэйг, Никола Коулз  | 7:28,80   |
| 6     | Великобритания Луиса Рив, Оливия Уитлам     | 7:33,61   |